# Ljubercy
Ljubercy (in russo Люберцы?; anche traslitterata come Lyubertsy o Ljubertsy) è una città della Russia europea centrale, situata nell'oblast' di Mosca 20 km a sudest della capitale. Fino al 2017 era il capoluogo amministrativo del distretto omonimo.
Fondata nel 1621, ottenne lo status di città solo nel 1925; oggi è un centro prevalentemente industriale (costruzioni, metalmeccanica, industria alimentare) e un nodo ferroviario.

## Società

### Evoluzione demografica
Fonte: mojgorod.ru
- 1926: 10.000
- 1939: 48.000
- 1959: 95.000
- 1979: 159.600
- 1989: 165.500
- 2002: 156.691
- 2007: 158.900
- 2013: 181.100
- 2019: 207.300
- 2024: 236.339